# Hans Wagner (oogarts)
Hans Wagner (1905 - Zürich, 1989) was een Zwitsers oogarts.
Wagner beschreef als eerste een erfelijke oogaandoening die gekarakteriseerd wordt door veranderingen in de perifere fundus, pigmentatie van het netvlies, membranen en atrofie van het vaatvlies in zijn publicatie Ein bisher unbekanntes Erbleiden des Auges (Degeneratio hyaloideo-retinalis hereditaria), beobachtet im Kanton Zürich. Klin. Mbl. Augenheilk. 100 (1938), 840.
L.M.A.A. Jansen, oogarts in opleiding te Nijmegen 1962-1966, stelde in zijn dissertatie over een Nederlandse familie met deze aandoening voor om de Latijnse naam te vervangen door syndroom van Wagner.